# Kecerovský Lipovec
Kecerovský Lipovec é um município da Eslováquia, situado no distrito de Košice-okolie, na região de Košice. Tem 15,57 km² de área e sua população em 2018 foi estimada em 124 habitantes.

## Demografia
| Ano:        | 1994 | 2004    | 2014   | 2024    |
| ----------- | ---- | ------- | ------ | ------- |
| Broj ljudi: | 155  | 112     | 122    | 100     |
| Razlika:    |      | -27,74% | +8,92% | -18,03% |

| Ano:               | 2023 | 2024   |
| ------------------ | ---- | ------ |
| Número de pessoas: | 101  | 100    |
| Diferença:         |      | -0,99% |